# Sucheta Kripalani
Sucheta Kripalani, née Mazumdar le 25 juin 1908 à Ambala et morte le 1er décembre 1974 à New Delhi, est une femme politique indienne.

## Biographie
Professeure à l'université de Bénarès, elle se marie en 1936 avec l'homme politique socialiste J. B. Kripalani (en) et milite avec lui pour l'indépendance de l'Inde. Après la Partition des Indes (1947), elle travaille avec Gandhi pour aider les victimes de violences intercommunautaires. Comptant parmi les premières femmes élues de l'Assemblée constituante, elle est ensuite élue membre de l'Assemblée d'Uttar Pradesh.
Elle est la ministre en chef d'Uttar Pradesh du 2 octobre 1963 au 13 mars 1967 après avoir siégé à l'Assemblée constituante indienne du 9 décembre 1946 au 24 janvier 1950. Elle est la première femme ministre en chef de l'histoire de l'Inde.